# املای
املای (به انگلیسی: Amlai) یک منطقهٔ مسکونی در هند است که در مادایا پرادش واقع شده‌است.

## خصوصیات
املای ۳۰٬۲۹۲ نفر جمعیت دارد.